# Тюмри
Тюмри (фр. Thumeries) — коммуна во Франции, регион О-де-Франс, департамент Нор, округ Лилль, кантон Тамплёв. Расположена в 21 км к югу от Лилля и в 16 км к северу от Дуэ, в 7 км от автомагистрали А1.
Население (2017) — 3 900 человек.

## Экономика
Структура занятости населения:
- сельское хозяйство — 0,0 %
- промышленность — 7,8 %
- строительство — 10,0 %
- торговля, транспорт и сфера услуг — 33,3 %
- государственные и муниципальные службы — 48,9 %

Уровень безработицы (2017) — 10,8 % (Франция в целом — 13,4 %, департамент Нор — 17,6 %). 

Среднегодовой доход на 1 человека, евро (2017) — 23 040 (Франция в целом — 21 110, департамент Нор — 19 490).

## Демография
Динамика численности населения, чел.

## Администрация
Пост мэра Тюмри с 2020 года занимает Надеж Кос-Бургель (Nadege Kos-Bourghelle). На муниципальных выборах 2020 года возглавляемый ею правый список одержал победу в 1-м туре, получив 51,84 % голосов.
| Период | Период | Фамилия           | Партия        | Примечания |
| ------ | ------ | ----------------- | ------------- | ---------- |
| 1971   | 1989   | Ноэль Лагаж       |               |            |
| 1989   | 2014   | Арман Макелес     | Разные правые |            |
| 2014   | 2020   | Жан-Клод Коллери  | Разные правые | учитель    |
| 2020   |        | Надеж Кос-Бургель | Разные правые |            |

## Галерея

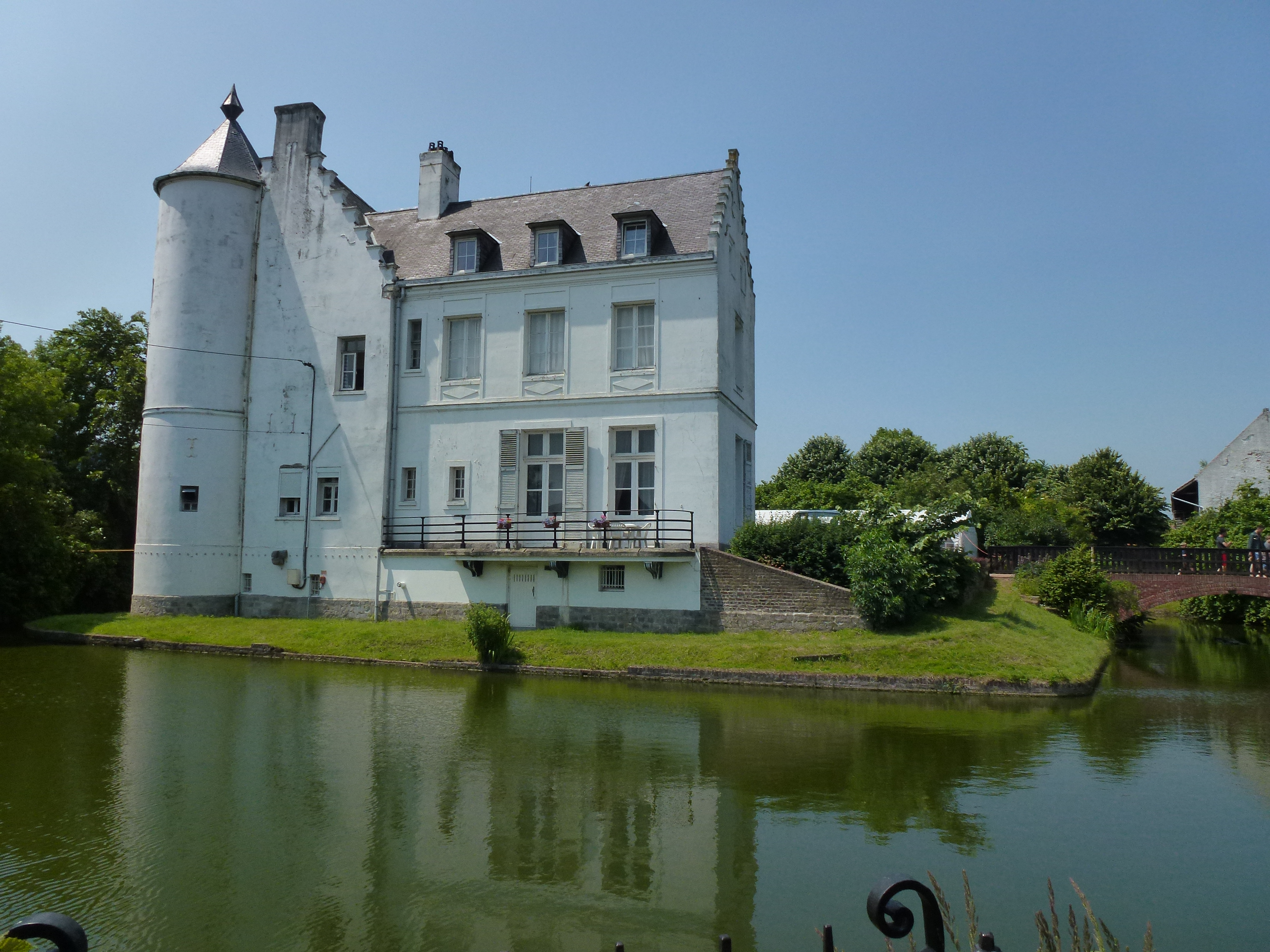
Шато Блан
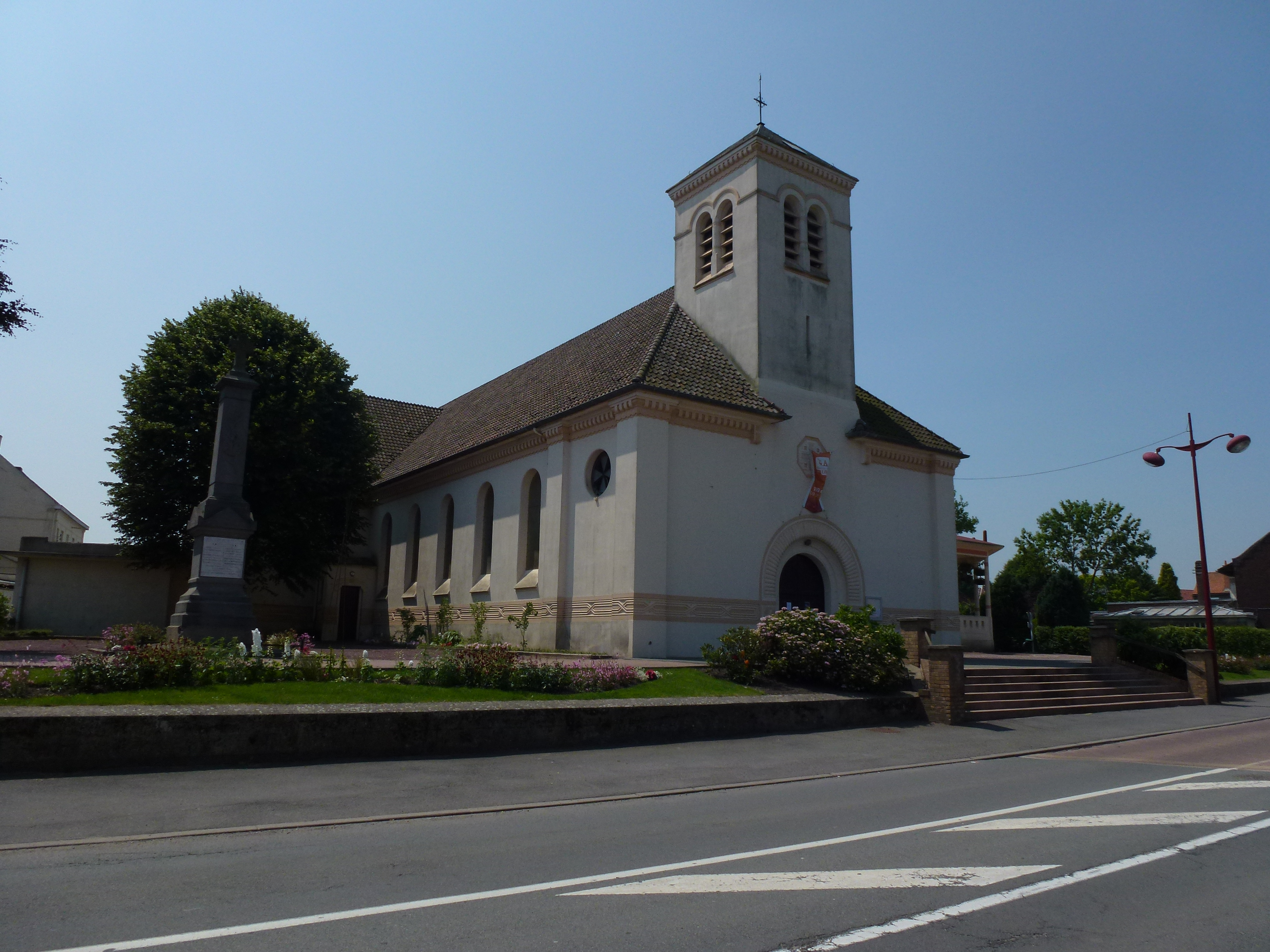
Церковь Святого Андре

1. 1 2  база данных о французских коммунах — Национальный географический институт Франции, 2015.